# Richard J. C. Atkinson
Pour les articles homonymes, voir Richard Atkinson et Atkinson.
Richard John Copland Atkinson (20 janvier 1920 - 10 octobre 1994) est un préhistorien et archéologue britannique. Il a dirigé les dernières fouilles importantes de Stonehenge, de 1950 à 1964.

## Biographie
Né dans le Dorset, Richard Atkinson fit ses études à Sherborne School, puis Magdalen College, à Oxford. Au cours de la Seconde Guerre mondiale, selon ses convictions de quaker, il servit dans des unités non-combattantes et, en 1944, devint Assistant Keeper of Archaeology à l'Ashmolean Museum d'Oxford. Il élabora alors une théorie sur la construction et l'utilisation du complexe mégalithique de Stonehenge.
Ses recherches ont porté notamment sur les sites de Stonehenge, Silbury Hill, West Kennet Long Barrow et Wayland Smithy's, en collaboration avec Ernest Stuart Piggott et John F.S. Stone (en). En 1949, il fut nommé professeur à l'université d'Édimbourg et, en 1958, à l'université de Cardiff où il devint son premier professeur d'archéologie. Il resta à Cardiff jusqu'à sa retraite, en 1983. La publication de ses travaux s'est poursuivie bien après sa mort. Il était commandeur de l'Ordre de l'Empire britannique.
Atkinson est réputé pour ses contributions pratiques à la technique archéologique et pour ses solutions pragmatiques aux problèmes à résoudre sur place, qui furent consignées dans un manuel intitulé Field Archaeology.
Le professeur Richard Atkinson a dirigé les fouilles à Stonehenge pour le ministère des Travaux publics entre 1950 et 1964. L'English Heritage conserve sa collection de plus de 2000 photographies, dont une sélection de près de 200 photographies consultables en ligne sur le site indiqué ci-après.

## Publications
- Richard Atkinson, Stonehenge, Penguin Books, 1956, et rééditions.